# サムエル・ソーサ
- サムエル・ソサ

サムエル・アレハンドロ・ソーサ・コルデロ  (Samuel Alejandro Sosa Cordero 1999年12月17日 - )は、ベネズエラ・カラボボ州バレンシア出身のサッカー選手。セグンダ・ディビシオン・ADアルコルコン所属。ポジションはミッドフィールダー。 

## 経歴

### クラブ
2016年にプリメーラ・ディビシオンの強豪デポルティーボ・タチラFCでプロデビュー。2016年シーズンは14試合の出場で1得点を記録。翌2017年シーズンは8試合の出場で3得点を決める活躍を見せ、2017 FIFA U-20ワールドカップのベネズエラ代表に選出された。
2018年1月、CAタジェレスに移籍。
2019年7月29日、ADアルコルコンへの1年間のローン移籍が決定。2019-20シーズン終了後には更に1年間のローン延長が決定。

### 代表
2017年5月開催の2017 FIFA U-20ワールドカップのU-20ベネズエラ代表に招集され、グループリーグ第2戦のバヌアツ戦で代表初ゴールを決めた。更に決勝トーナメント準決勝の対ウルグアイ戦では、0-1で迎えた後半46分の場面で、起死回生の同点ゴールを決めた。
2019年にブラジルで開催されるコパ・アメリカ2019のフル代表メンバーに招集。同年6月2日のエクアドルとの親善試合で、フル代表デビューした。

## 人物
- 2019年7月にADアルコルコンに加入した際、スペインの有力紙ムンド・デポルティーボに、「2019-20シーズンのセグンダで注目すべき11人の選手」の一人として紹介された[4]。